# 伊賀牛

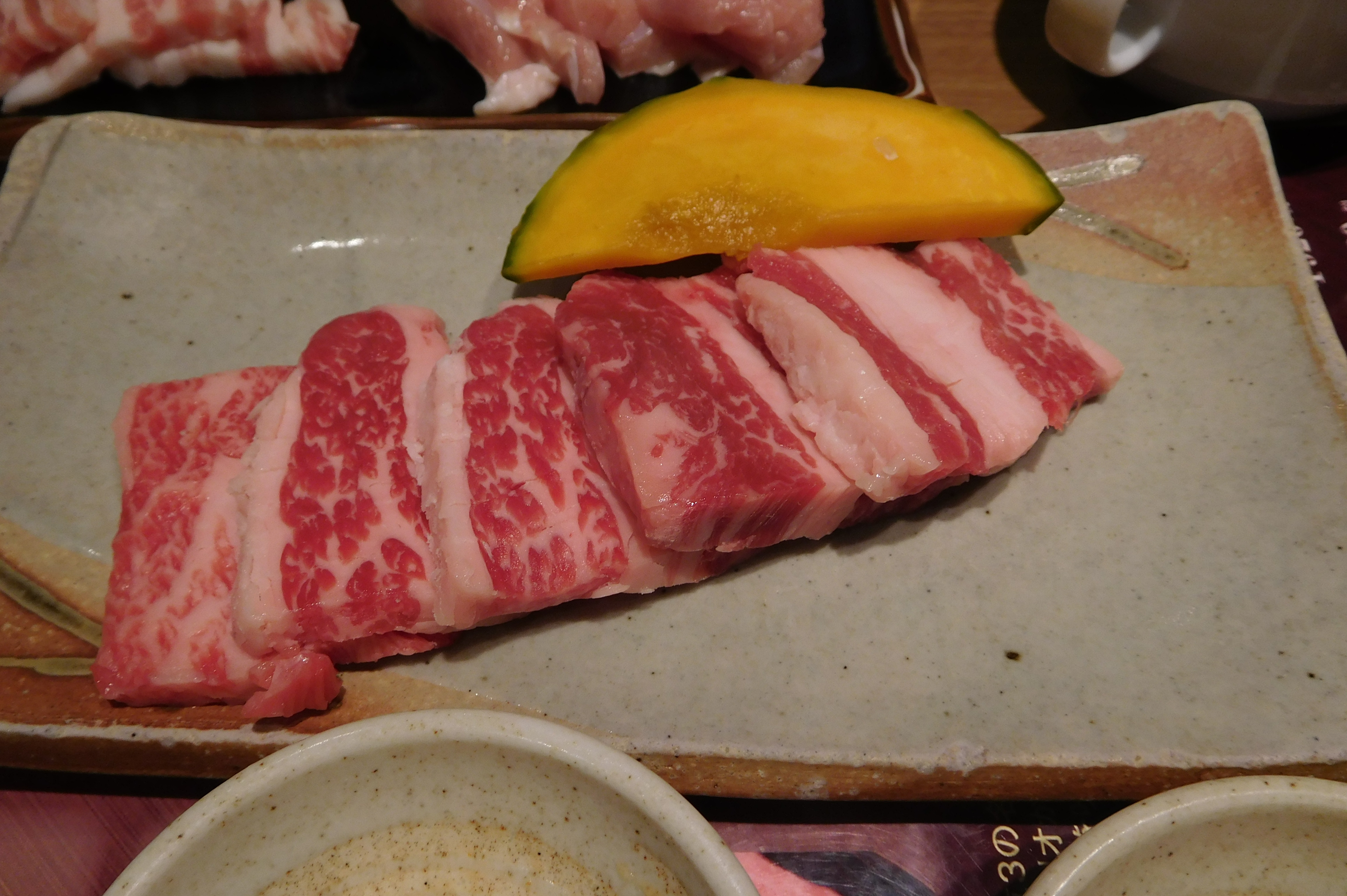
伊賀牛の焼肉

伊賀牛（いがぎゅう）は、三重県の伊賀地方で育てられている和牛と、そこからとれるブランド牛肉を指す。伊賀地方の特産物である。黒毛和種であり、但馬牛の種雄を使って生まれた牝牛かつ処女牛に限った宮崎県産の素牛を肥育している。

## 歴史
- 鎌倉時代 1310年の『国牛十図』という日本の国内牛についての書物に、伊賀牛の記載がある[1][2]。干し肉にして体力づくりのために食した[2]。
- 江戸時代 伊賀忍者の保存食として、伊賀牛の干し肉が用いられたと言われる[1]。
- 1886年（明治19年） 三重県が畜産振興を目的として、兵庫県但馬地方より種牝牛10数頭を購入して伊賀牛の畜産が始まった[3]。
- 1905年（明治38年） 金谷清三郎によって伊賀牛の肉を東京に出荷したことが、現在の伊賀牛の商品化の先駆けになった[4]。
- 1953年（昭和28年） 伊賀牛振興協議会が設立された[5]。
- 2014年（平成26年） 約400キログラムの肉がアメリカ合衆国へ輸出された[6]
- 2019年 (令和元年) 5月17日、ミシュランガイド愛知・岐阜・三重2019特別版に伊賀牛を扱う店舗が掲載。

## 生産・流通

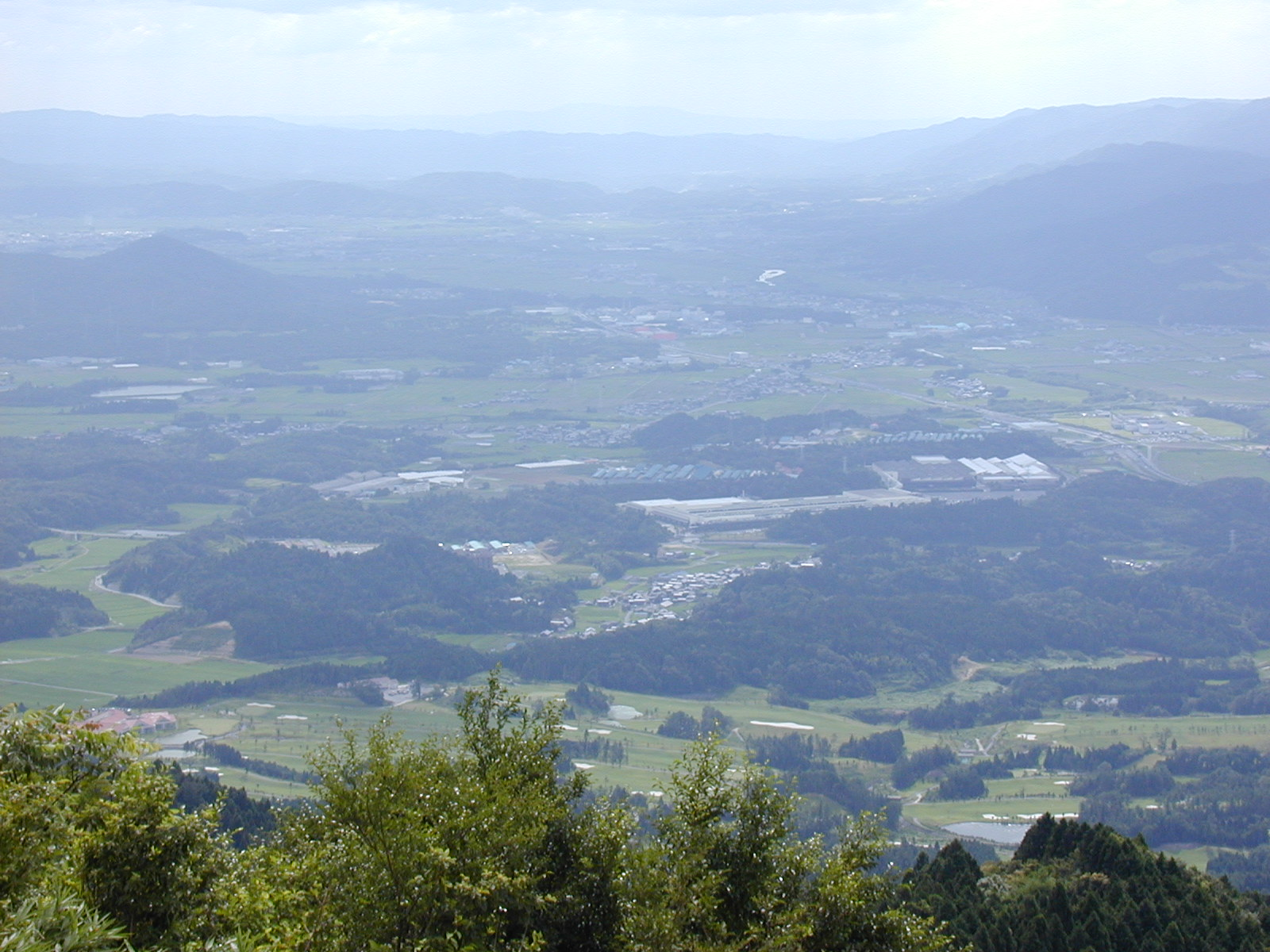
上野盆地

伊賀地方は周囲を山に囲まれた上野盆地であり、寒暖の差が大きい一方、暑さに弱いウシの飼育には適した気候である。
伊賀産肉牛生産振興協議会による伊賀牛の定義は、黒毛和種のメスの未経産牛で、最終肥育地と最長肥育地が伊賀管内（伊賀市・名張市）かつ12か月以上伊賀で飼育され、同協議会の会員が飼育・管理した牛である。
肥育農家から精肉店が直接、1頭丸ごと買い付けるという取引形態が一般的である。このため地域内での流通・消費がほとんどを占める。精肉店は血統や毛の色つや、目の輝きなどを見極めて購入する牛を決めるが、購入した牛が必ずしも期待した肉質であるという保証はなく、それを含めて伊賀牛を買う醍醐味と考えている。
伊賀市には伊賀牛料理を提供する飲食店が多くあり、中には精肉店との併設店舗もある。地元では香りとコクがあり、とろけるような柔らかさで松阪牛に匹敵する味と評されている。住民は伊賀牛の知名度が上がってほしいと思う一方で、地元だけの秘密にしておきたいとも思っており、伊賀牛に複雑な感情を抱いている。
こうした事情から、地元以外では味わう機会が少ない「幻の牛肉」と呼ばれることもある。地域外で潜在的な需要が見込める一方で、高齢化により肥育農家の廃業もみられることから、伊賀ふるさと農業協同組合などでは県外出荷と輸出の拡大を進めている。2018年時点では肥育農家29戸のうち7戸が輸出向けに伊賀牛を出荷した実績があり、輸出先は上記のアメリカのほかシンガポール、香港、台湾などに広がっている。

## 伊賀牛をモチーフにしたキャラクター
- 伊賀牛集団・部位3（Vスリー）- 地元の伊賀牛PR企画で誕生したローカルヒーロー[10]。